# Joseph Roos
Joseph Roos, född den 9 oktober 1726 i Wien, död där den 25 augusti 1805, var en österrikisk målare, sonson till Philipp Peter Roos. 
Roos målade, liksom farfadern och dennes far och bror, landskap med kreatur.